# Paolo Hurtado
Cristopher Paolo César Hurtado Huertas (Callao, 27 de julio de 1990) es un futbolista peruano. Juega como mediocentro  y su equipo actual es el Comerciantes FC de la Liga 2 de Perú. Fue internacional con la selección peruana de fútbol desde septiembre de 2011 y ese mismo año fue premiado como el mejor centrocampista del Campeonato Descentralizado 2011.

## Trayectoria

### Alianza Lima
Paolo Hurtado, formado en las divisiones menores de Alianza Lima, fue promovido al primer equipo en el 2007 por el entrenador de ese entonces, el uruguayo Diego Aguirre. A finales de ese año, fue a probarse junto con Cristofer Soto al club River Plate; y si bien pasaron las pruebas satisfactoriamente, ninguno fichó por el equipo argentino.
Jugó su primer partido con camiseta blanquiazul ante el América de México por la Copa Panamericana 2007, torneo de carácter amistoso. Al año siguiente llegó su debut oficial en Primera División, el cual se dio el 17 de febrero de 2008, cuando ingresó en el segundo tiempo del partido que Alianza perdió ante Sport Ancash en Huaraz, por la primera fecha del Torneo Apertura. Anotó su primer gol en el fútbol profesional el 9 de marzo de 2008 ante la Universidad César Vallejo en Trujillo. En su primera temporada con la camiseta blanquizal Hurtado disputó veinte partidos y marcó solo dos goles.
A fines de marzo de 2009, Alianza lima decide cederlo a préstamo al Juan Aurich por seis meses, aunque finalmente se quedó en el cuadro chiclayano por toda la temporada. Debutó el 19 de abril en el empate 0-0 ante Sport Áncash ingreso al minuto 80 por el colombiano Edison Chará. Marcó su primer gol el 9 de mayo en el minuto 66, en el partido que su club le ganó 3-0 a la Universidad César Vallejo. Clasificó a la Libertadores.
Para el Campeonato Descentralizado 2010 retorna a Alianza Lima, el 14 de febrero inicio como titular en la primera fecha del torneo ante el León de Huánuco en la derrota 1-0 en el Estadio Heraclio Tapia de la ciudad de Huánuco. El 12 de abril anotó por primera vez en su carrera un doblete fue en el Estadio Max Augustín de Iquitos en la goleada de su club por 4-0 ante el local CNI de Iquitos. Y también clasificaron a los octavos de final de la Copa Libertadores 2010 donde quedó eliminado por la Universidad de Chile en una llave polémica. En el campeonato peruano Alianza Lima terminó tercero y lograron clasificar a la copa Copa Libertadores 2011.
Para la temporada 2011 marcó tres goles en el campeonato peruano, Alianza lograría clasificar a la Final nacional donde enfrentó al Juan Aurich y perdiendo el tercer partido por penales en el Estadio Nacional.
En 2012 Alianza Lima entra en crisis y muchos futbolistas dejan el club. Hurtado presentó su carta para desvincularse de Alianza ante la Comisión de Justicia de la Federación Peruana de Fútbol (CJ-FPF), por incumplimiento de pago.

### Paços de Ferreira
A mediados de junio de 2012, firmó por el Paços de Ferreira de Portugal por tres temporadas. El club portugués no tuvo que desembolsar dinero alguno para hacerse con los servicios, pues el jugador era el dueño de su pase y no hubo negociación con ningún club. Estuvo sin jugar varios meses, luego que se desligara de Alianza Lima, club al que perteneció desde divisiones menores, por los problemas económicos en dicho club.
El 19 de agosto de 2012, hizo su debut oficial con la camiseta del Paços de Ferreira en el empate 1-1 con el Moreirense por la Primeira Liga, ingreso al minuto 57 en reemplazo de Rui Caetano. El 2 de septiembre anotó su primer gol contra el Sporting Braga y el 5 de enero de 2013 marcó su segundo gol frente al Sporting de Lisboa. Anotó su primer doblete en el fútbol exterior, en la goleada por 5-0 frente al Moreirense, en un partido disputado el 27 de enero de 2013. El 11 de febrero volvió a anotar otro doblete ante el Sporting Braga en un duelo muy importante por la última plaza de clasificación a la Liga de Campeones de la UEFA. Paolo Hurtado llegó al Paços de Ferreira con la intención de hacerse un nombre y crecer como jugador en Europa. El ex volante de Alianza Lima no solo mejoró mucho en su juego, además hizo historia con un club que por primera vez jugará la fase previa de la Champions League. También disputó cuatro partidos por Copa de Portugal 2012/13 y cinco por la Copa de la Liga 2012/13.
En el inicio de la temporada 2013-14 Hurtado jugó en la jornada 1 en la derrota de 0-2 ante el Sporting Braga, en esa temporada sólo jugó 8 partidos por la liga sin anotar goles. El 20 de agosto Hurtado debutó en la Liga de Campeones en el partido de ida ante el Zenit de Rusia en la derrota 1-4, también jugó el partido de vuelta en San Petersburgo nuevamente fue derrotado 4-2 válido por la Cuarta ronda previa para no campeones de liga, Paços de Ferreira fue eliminado con un global de 8-3. Luego disputó la Europa League jugando cuatro partidos, su club fue eliminado en fase de grupos. Tras renovar su contrato con Paços de Ferreira, se va a préstamo por 6 meses al Club Atlético Peñarol de Uruguay.  Volvió a fines de junio para la temporada 2014/15.

### Vitória Guimarães
Luego de la Copa América, el 12 de agosto de 2015 fichó por el Reading Football Club de la Championship, la segunda categoría del fútbol inglés, tras firmar un contrato por tres temporadas.
El 27 de enero de 2016 diversos medios peruanos dan cuenta que su club dueño de su pase Reading Football Club lo cede a préstamo al conjunto portugués. El 16 de diciembre de 2016 marca un gol de tiro libre ante el Boavista. Luego de terminar la temporada con 10 goles y su club en puesto de Europa League se decide comprar su carta de pase al Reading hasta 2021 El 28 de septiembre del 2017 marca su primer gol por torneos europeos ante el Konyaspor.
Jugó 80 partidos, marcando 25 goles y asistiendo en 10 ocasiones.

### Konyaspor
El 7 de agosto de 2018 se confirma el fichaje por el club turco Konyaspor. Debutaría el 18 de agosto de 2018 entrando desde el banquillo en el minuto 82' ante el Antalyaspor por la Super Lig turca. El club turco rescindiría su contrato en enero del 2021, cinco meses antes de lo acordado, tras sus recurrentes lesiones. Luego de dos años y medio, jugó 35 partidos, marcó 6 goles y asistió en 3 ocasiones.

### Lokomotiv Plovdiv
El 21 de febrero de 2021 se anuncia su fichaje por el Lokomotiv Plovdiv de Bulgaria. Debido a la muerte de su madre por el COVID-19 en abril del 2021, se desvincula del club para estar más cerca de su familia en Perú. Solo jugó 51 minutos repartidos en dos partidos.

### Unión Española
El 6 de septiembre de 2021 firmó un contrato con la Unión Española hasta diciembre de 2022. Debuta el 28 de noviembre de ese mismo año en la victoria ante el Colo-Colo. Marcó su primer gol el 29 de mayo del 2022, por la jornada 15 de la Primera División de Chile ante Unión la Calera, gol que dedicaría a su recién difunta madre. Luego de 4 partidos y 1 gol, el club chileno rescinde su contrato debido a sus lesiones.

### Alianza Lima (vuelta)
El 9 de julio de 2022 sería anunciado su regreso al club peruano luego de 10 años en el extranjero. El 20 de diciembre de ese mismo año sería oficializada su salida. No tuvo una buena temporada a raíz de las lesiones, disputando poco más de 100 minutos en 6 partidos. Más adelante en 2023 alegaría haberse sentido maltratado por el entrenador de ese entonces, Chicho Salas.

### Cienciano
El 20 de diciembre de 2022, mismo día de ser oficializada su salida de Alianza Lima, sería anunciado como refuerzo para el Cienciano, firmando un contrato para toda la temporada 2023. El 17 de marzo de 2023, solicitó un permiso al club por motivos familiares. Sin embargo, posteriormente fue captado por cámaras en una situación extradeportiva con una tercera persona, lo que llevó al club a iniciar un proceso disciplinario en su contra. El 28 de octubre de 2023 finalizó su contrato con el club cusqueño. Jugaría 19 partidos y asistiría en 2 ocasiones.

### CA Mannucci
Llegó a Mannucci el 16 de enero de 2024.
Jugó 1.064 minutos repartidos en 19 partidos.

### Comerciantes FC
En 2025 fichó por Comerciantes FC de Liga 2 de Perú.

## Selección nacional
Su debut se produjo el 2 de septiembre de 2011 en un encuentro amistoso contra Bolivia que culminó 2-2. Su primer gol lo marcó el 26 de marzo de 2013 ante la selección de Trinidad y Tobago en un partido amistoso jugado en el Estadio Nacional de Lima.
El nuevo entrenador de la Selección Peruana, Ricardo Gareca lo convoca para la Copa América 2015 realizada en Chile. Perú finalizó en el 2.º puesto del Grupo C, que compartió con las selecciones de Brasil, Colombia y Venezuela donde jugó de lateral derecho y tuvo buena actuación. En la fase de cuartos de final se enfrentó a la selección de Bolivia derrotando 3-1 así consiguiendo la clasificación para las semifinales. En semifinales Perú fue eliminada por Chile al caer 2-1. Por el tercer lugar Perú derrotó 2-0 a Paraguay,
Tras no mostrar buen nivel durante los primeros partidos las clasificatorias al mundial 2018 dejó de ser convocado por Ricardo Gareca. Tiempo después logra buenas actuaciones en su club y vuelve a ser convocado participando en la fecha 14 contra Uruguay en la que reemplaza a Christian Cueva tras una lesión sufrida en el partido y participó en el segundo gol. A partir de su buen nivel mostrado en ese partido se decidiò convocarlo por el resto de las eliminatorias. En el partido contra Ecuador en Quito anotó el segundo gol en la victoria peruana por 2 a 1, siendo, quizás, el gol peruano más gritado de dichas eliminatorias. El 16 de noviembre de 2017 clasifica con su selección al mundial después de 36 años. 
El 16 de mayo de 2018 el entrenador de la selección peruana, Ricardo Gareca, lo incluyó en la nómina preliminar de 24 jugadores convocados para la Copa Mundial de Fútbol de 2018. Fue confirmado en la lista definitiva de 23 jugadores el 4 de junio.

### Participaciones en Copas del Mundo
| Mundial                        | Sede  | Resultado      | Partidos | Goles |
| ------------------------------ | ----- | -------------- | -------- | ----- |
| Copa Mundial de Fútbol de 2018 | Rusia | Fase de grupos | 1        | 0     |

### Participaciones en Copa América
| Torneo            | Sede  | Resultado    | Partidos | Goles |
| ----------------- | ----- | ------------ | -------- | ----- |
| Copa América 2015 | Chile | Tercer lugar | 4        | 0     |

### Partidos con la selección absoluta
| \| PJ \| Fecha \| Ciudad \| Local \| Resultado \| Visitante \| Competición \| Goles \| \| --- \| ------------------------ \| ---------------- \| -------------- \| --------- \| ----------------- \| -------------------------- \| ----- \| \| 1. \| 2 de septiembre de 2011 \| Lima \| Perú \| 2–2 \| Bolivia \| Amistoso \| \| \| 2. \| 5 de septiembre de 2011 \| La Paz \| Bolivia \| 0–0 \| Perú \| Amistoso \| \| \| 3. \| 21 de marzo de 2012 \| Arica \| Chile \| 3-1 \| Perú \| Copa del Pacífico 2012 \| \| \| 4. \| 11 de septiembre de 2012 \| Lima \| Perú \| 1-1 \| Argentina \| Eliminatorias Mundial 2014 \| \| \| 5. \| 22 de marzo de 2013 \| Lima \| Perú \| 1-0 \| Chile \| Clasificación Mundial 2014 \| \| \| 6. \| 26 de marzo de 2013 \| Lima \| Perú \| 3-0 \| Trinidad y Tobago \| Amistoso \| \| \| 7. \| 1 de junio de 2013 \| Panamá \| Panamá \| 1-2 \| Perú \| Amistoso \| \| \| 8. \| 14 de agosto de 2013 \| Suwon \| Corea del Sur \| 0-0 \| Perú \| Amistoso \| \| \| 9. \| 6 de septiembre de 2013 \| Lima \| Perú \| 1-2 \| Uruguay \| Eliminatorias Mundial 2014 \| \| \| 10. \| 10 de septiembre de 2013 \| Puerto La Cruz \| Venezuela \| 3-2 \| Perú \| Eliminatorias Mundial 2014 \| \| \| 11. \| 11 de octubre de 2013 \| Buenos Aires \| Argentina \| 3-1 \| Perú \| Eliminatorias Mundial 2014 \| \| \| 12. \| 30 de mayo de 2014 \| Londres \| Inglaterra \| 3-0 \| Perú \| Amistoso \| \| \| 13. \| 3 de junio de 2014 \| Lucerna \| Suiza \| 2-0 \| Perú \| Amistoso \| \| \| 14. \| 14 de noviembre de 2014 \| Luque \| Paraguay \| 2-1 \| Perú \| Amistoso \| \| \| 15. \| 31 de marzo de 2015 \| Fort Lauderdale \| Perú \| 0-1 \| Venezuela \| Amistoso \| \| \| 16. \| 3 de junio de 2015 \| Lima \| Perú \| 1-1 \| México \| Amistoso \| \| \| 17. \| 18 de junio de 2015 \| Valparaíso \| Perú \| 1-0 \| Venezuela \| Copa América 2015 \| \| \| 18. \| 21 de junio de 2015 \| Temuco \| Colombia \| 0-0 \| Perú \| Copa América 2015 \| \| \| 19. \| 25 de junio de 2015 \| Temuco \| Bolivia \| 1-3 \| Perú \| Copa América 2015 \| \| \| 20. \| 3 de julio de 2015 \| Concepción \| Perú \| 2-0 \| Paraguay \| Copa América 2015 \| \| \| 21. \| 4 de septiembre de 2015 \| Washington D. C. \| Estados Unidos \| 2-1 \| Perú \| Amistoso \| \| \| 22. \| 8 de septiembre de 2015 \| Nueva Jersey \| Colombia \| 1-1 \| Perú \| Amistoso \| \| \| 23. \| 8 de octubre de 2015 \| Barranquilla \| Colombia \| 2–0 \| Perú \| Eliminatorias Rusia 2018 \| \| \| 24. \| 13 de noviembre de 2015 \| Lima \| Perú \| 1–0 \| Paraguay \| Eliminatorias Rusia 2018 \| \| \| 25. \| 17 de noviembre de 2015 \| Salvador \| Brasil \| 3–0 \| Perú \| Eliminatorias Rusia 2018 \| \| \| 26. \| 29 de marzo de 2017 \| Lima \| Perú \| 2–1 \| Uruguay \| Eliminatorias Rusia 2018 \| \| \| 27. \| 31 de agosto de 2017 \| Lima \| Perú \| 2–1 \| Bolivia \| Eliminatorias Rusia 2018 \| \| \| 28. \| 5 de septiembre de 2017 \| Quito \| Ecuador \| 1–2 \| Perú \| Eliminatorias Rusia 2018 \| \| \| 29. \| 10 de noviembre de 2017 \| Wellington \| Nueva Zelanda \| 0–0 \| Perú \| Eliminatorias Rusia 2018 \| \| \| 30. \| 23 de marzo de 2018 \| Miami \| Perú \| 2–0 \| Croacia \| Amistoso \| \| \| 31. \| 27 de marzo de 2018 \| Harrison \| Perú \| 3-1 \| Islandia \| Amistoso \| \| \| 32. \| 30 de mayo de 2018 \| Lima \| Perú \| 2-0 \| Escocia \| Amistoso \| \| \| 33. \| 3 de junio de 2018 \| San Galo \| Perú \| 3-0 \| Arabia Saudita \| Amistoso \| \| |                          |                  |                |           |                   |                            |       |
| PJ | Fecha                    | Ciudad           | Local          | Resultado | Visitante         | Competición                | Goles |
| 1. | 2 de septiembre de 2011  | Lima             | Perú           | 2–2       | Bolivia           | Amistoso                   |       |
| 2. | 5 de septiembre de 2011  | La Paz           | Bolivia        | 0–0       | Perú              | Amistoso                   |       |
| 3. | 21 de marzo de 2012      | Arica            | Chile          | 3-1       | Perú              | Copa del Pacífico 2012     |       |
| 4. | 11 de septiembre de 2012 | Lima             | Perú           | 1-1       | Argentina         | Eliminatorias Mundial 2014 |       |
| 5. | 22 de marzo de 2013      | Lima             | Perú           | 1-0       | Chile             | Clasificación Mundial 2014 |       |
| 6. | 26 de marzo de 2013      | Lima             | Perú           | 3-0       | Trinidad y Tobago | Amistoso                   |       |
| 7. | 1 de junio de 2013       | Panamá           | Panamá         | 1-2       | Perú              | Amistoso                   |       |
| 8. | 14 de agosto de 2013     | Suwon            | Corea del Sur  | 0-0       | Perú              | Amistoso                   |       |
| 9. | 6 de septiembre de 2013  | Lima             | Perú           | 1-2       | Uruguay           | Eliminatorias Mundial 2014 |       |
| 10. | 10 de septiembre de 2013 | Puerto La Cruz   | Venezuela      | 3-2       | Perú              | Eliminatorias Mundial 2014 |       |
| 11. | 11 de octubre de 2013    | Buenos Aires     | Argentina      | 3-1       | Perú              | Eliminatorias Mundial 2014 |       |
| 12. | 30 de mayo de 2014       | Londres          | Inglaterra     | 3-0       | Perú              | Amistoso                   |       |
| 13. | 3 de junio de 2014       | Lucerna          | Suiza          | 2-0       | Perú              | Amistoso                   |       |
| 14. | 14 de noviembre de 2014  | Luque            | Paraguay       | 2-1       | Perú              | Amistoso                   |       |
| 15. | 31 de marzo de 2015      | Fort Lauderdale  | Perú           | 0-1       | Venezuela         | Amistoso                   |       |
| 16. | 3 de junio de 2015       | Lima             | Perú           | 1-1       | México            | Amistoso                   |       |
| 17. | 18 de junio de 2015      | Valparaíso       | Perú           | 1-0       | Venezuela         | Copa América 2015          |       |
| 18. | 21 de junio de 2015      | Temuco           | Colombia       | 0-0       | Perú              | Copa América 2015          |       |
| 19. | 25 de junio de 2015      | Temuco           | Bolivia        | 1-3       | Perú              | Copa América 2015          |       |
| 20. | 3 de julio de 2015       | Concepción       | Perú           | 2-0       | Paraguay          | Copa América 2015          |       |
| 21. | 4 de septiembre de 2015  | Washington D. C. | Estados Unidos | 2-1       | Perú              | Amistoso                   |       |
| 22. | 8 de septiembre de 2015  | Nueva Jersey     | Colombia       | 1-1       | Perú              | Amistoso                   |       |
| 23. | 8 de octubre de 2015     | Barranquilla     | Colombia       | 2–0       | Perú              | Eliminatorias Rusia 2018   |       |
| 24. | 13 de noviembre de 2015  | Lima             | Perú           | 1–0       | Paraguay          | Eliminatorias Rusia 2018   |       |
| 25. | 17 de noviembre de 2015  | Salvador         | Brasil         | 3–0       | Perú              | Eliminatorias Rusia 2018   |       |
| 26. | 29 de marzo de 2017      | Lima             | Perú           | 2–1       | Uruguay           | Eliminatorias Rusia 2018   |       |
| 27. | 31 de agosto de 2017     | Lima             | Perú           | 2–1       | Bolivia           | Eliminatorias Rusia 2018   |       |
| 28. | 5 de septiembre de 2017  | Quito            | Ecuador        | 1–2       | Perú              | Eliminatorias Rusia 2018   |       |
| 29. | 10 de noviembre de 2017  | Wellington       | Nueva Zelanda  | 0–0       | Perú              | Eliminatorias Rusia 2018   |       |
| 30. | 23 de marzo de 2018      | Miami            | Perú           | 2–0       | Croacia           | Amistoso                   |       |
| 31. | 27 de marzo de 2018      | Harrison         | Perú           | 3-1       | Islandia          | Amistoso                   |       |
| 32. | 30 de mayo de 2018       | Lima             | Perú           | 2-0       | Escocia           | Amistoso                   |       |
| 33. | 3 de junio de 2018       | San Galo         | Perú           | 3-0       | Arabia Saudita    | Amistoso                   |       |

## Clubes y estadísticas
Datos actualizados al 23 de octubre de 2023.
| Club                             | Temporada           | Liga  | Liga  | Copas nacionales * | Copas nacionales * | Copas internacionales ** | Copas internacionales ** | Total | Total |
| Club                             | Temporada           | Part. | Goles | Part.              | Goles              | Part.                    | Goles                    | Part. | Goles |
| -------------------------------- | ------------------- | ----- | ----- | ------------------ | ------------------ | ------------------------ | ------------------------ | ----- | ----- |
| Alianza Lima · Perú              | 2008                | 20    | 2     | -                  | -                  | -                        | -                        | 20    | 2     |
| Alianza Lima · Perú              | Total               | 20    | 2     | -                  | -                  | -                        | -                        | 20    | 2     |
| Juan Aurich · Perú               | 2009                | 20    | 2     | -                  | -                  | -                        | -                        | 20    | 2     |
| Juan Aurich · Perú               | Total               | 20    | 2     | -                  | -                  | -                        | -                        | 20    | 2     |
| Alianza Lima · Perú              | 2010                | 36    | 8     | -                  | -                  | -                        | -                        | 36    | 8     |
| Alianza Lima · Perú              | 2011                | 29    | 4     | 0                  | 0                  | 0                        | 0                        | 29    | 4     |
| Alianza Lima · Perú              | 2012                | 1     | 0     | -                  | -                  | 6                        | 1                        | 7     | 1     |
| Alianza Lima · Perú              | Total               | 66    | 12    | 0                  | 0                  | 6                        | 1                        | 72    | 13    |
| F. C. Paços de Ferreira Portugal | 2012-13             | 28    | 8     | 9                  | 0                  | -                        | -                        | 37    | 8     |
| F. C. Paços de Ferreira Portugal | 2013-14             | 8     | 0     | 0                  | 0                  | 6                        | 0                        | 14    | 0     |
| F. C. Paços de Ferreira Portugal | Total               | 36    | 8     | 9                  | 0                  | 6                        | 0                        | 51    | 8     |
| Peñarol · Uruguay                | 2013-14             | 10    | 0     | -                  | -                  | 4                        | 0                        | 14    | 0     |
| Peñarol · Uruguay                | Total               | 10    | 0     | -                  | -                  | 4                        | 0                        | 14    | 0     |
| F. C. Paços de Ferreira Portugal | 2014-15             | 21    | 4     | 2                  | 1                  | -                        | -                        | 23    | 5     |
| F. C. Paços de Ferreira Portugal | Total               | 21    | 4     | 2                  | 1                  | -                        | -                        | 23    | 5     |
| Reading F. C. Inglaterra         | 2015-16             | 5     | 0     | 1                  | 0                  | -                        | -                        | 6     | 0     |
| Reading F. C. Inglaterra         | Total               | 5     | 0     | 1                  | 0                  | -                        | -                        | 6     | 0     |
| Vitória de Guimarães Portugal    | 2015-16             | 7     | 1     | -                  | -                  | -                        | -                        | 7     | 1     |
| Vitória de Guimarães Portugal    | 2016-17             | 31    | 6     | 9                  | 3                  | -                        | -                        | 40    | 9     |
| Vitória de Guimarães Portugal    | 2017-18             | 25    | 11    | 3                  | 2                  | 5                        | 2                        | 33    | 15    |
| Vitória de Guimarães Portugal    | Total               | 63    | 18    | 12                 | 5                  | 5                        | 2                        | 80    | 25    |
| Konyaspor Turquía                | 2018-19             | 15    | 2     | 1                  | 1                  | -                        | -                        | 16    | 3     |
| Konyaspor Turquía                | 2019-20             | 12    | 0     | 0                  | 0                  | -                        | -                        | 12    | 0     |
| Konyaspor Turquía                | 2020-21             | 3     | 0     | 1                  | 3                  | 0                        | 0                        | 4     | 3     |
| Konyaspor Turquía                | Total               | 30    | 2     | 2                  | 4                  | 0                        | 0                        | 32    | 6     |
| Lokomotiv Plovdiv Bulgaria       | 2020-21             | 1     | 0     | 1                  | 0                  | -                        | -                        | 2     | 0     |
| Lokomotiv Plovdiv Bulgaria       | Total               | 1     | 0     | 1                  | 0                  | -                        | -                        | 2     | 0     |
| Unión Española · Chile           | 2021                | 2     | 0     | -                  | -                  | -                        | -                        | 2     | 0     |
| Unión Española · Chile           | 2022                | 2     | 1     | -                  | -                  | -                        | -                        | 2     | 1     |
| Unión Española · Chile           | Total               | 4     | 1     | -                  | -                  | -                        | -                        | 4     | 1     |
| Alianza Lima · Perú              | 2022                | 7     | 0     | 0                  | 0                  | -                        | -                        | 7     | 0     |
| Alianza Lima · Perú              | Total               | 7     | 0     | -                  | -                  | -                        | -                        | 7     | 0     |
| Cienciano · Perú                 | 2023                | 19    | 0     | -                  | -                  | -                        | -                        | 19    | 0     |
| Cienciano · Perú                 | Total               | 19    | 0     |                    |                    | -                        | -                        | 19    | 0     |
| Carlos A. Mannucci · Perú        | 2024                | 19    | 0     | -                  | -                  | -                        | -                        | 19    | 0     |
| Carlos A. Mannucci · Perú        | Total               | 19    | 0     |                    |                    | -                        | -                        | 19    | 0     |
| Total en su carrera              | Total en su carrera | 302   | 49    | 27                 | 10                 | 21                       | 3                        | 350   | 63    |

## Palmarés

### Campeonatos nacionales
| Título                   | Club         | País | Año  |
| ------------------------ | ------------ | ---- | ---- |
| Torneo Clausura          | Alianza Lima | Perú | 2022 |
| Primera División de Perú | Alianza Lima | Perú | 2022 |

### Distinciones individuales
| Distinción                                                  | Año  |
| ----------------------------------------------------------- | ---- |
| Incluido en el XI ideal del Campeonato Descentralizado 2011 | 2011 |